# Kapergasten
Kapergasten er en dansk stumfilm fra 1910 produceret af Fotorama og instrueret af Gunnar Helsengreen efter eget manuskript.
Filmen havde dansk premiere i Løvebiografen i København den 13. juni 1910.
Filmen er baseret på Johan Prægels teaterstykke Kapergasten, som gik på Sønderbros Teater i 1904. Helsengreen havde 'lånt' fra Prægels stykke uden tilladelse, og i januar 1912 blev Fotorama dømt til at betale ham 500 kr. i erstatning.

## Handling
Denne artikel mangler et handlingsreferat. Hjælp os med at skrive det.

## Medvirkende
- Alfred Cohn - Salomon Baadsmand
- Aage Schmidt - Kapergasten
- Aage Fønss - Landsforræder
- Jenny Roelsgaard - En ung jomfru